# سینت ماریس (لوئیزیانا)
سینت ماریس (به انگلیسی: Saint Maurice) یک منطقهٔ مسکونی در ایالات متحده آمریکا است که در پریش وین، لوئیزیانا واقع شده است. سینت ماریس ۳۲۳ نفر جمعیت دارد و ۴۹٫۹۹ متر بالاتر از سطح دریا واقع شده است.